# Affaire Albert Foulcher
 (décembre 2018).
L'affaire Albert Foulcher est une affaire criminelle française dans laquelle Albert Foulcher, assureur, est accusé d'avoir assassiné André Meffray, un ancien assureur qui a été tué de cinq balles de Dan Wesson en 1993. Dans cette affaire, Albert Foulcher, qui est le suspect numéro 1, a nié les faits durant ses gardes à vue et sa détention provisoire. En étant en liberté avant son jugement, il ne se présente pas à son procès et se met donc en cavale. Il est condamné à la réclusion criminelle à perpétuité par contumace. C'est durant sa cavale qu'il s'est distingué le 8 janvier 2001, près de Narbonne, où il tue quatre personnes dans la même journée. Il y a d'abord Pascal Herrero, le mari d'une ancienne maîtresse. Il y a ensuite deux policiers et enfin Maurice Michaud, l'assureur qu'il pensait être de mèche avec Meffray. Jusqu'au 17 janvier, durant sa cavale, il est devenu l'ennemi public numéro 1. A cette date, il s'était caché, la veille, dans l'appartement de sa maîtresse Isabelle Susic dans le quartier de la Grangette à Béziers. Mais acculé  et piégé par la police et le RAID, il finit par se suicider d'une balle dans la tête. Les forces de l'ordre finissent par retrouver son corps au petit matin après avoir pénétré dans l'appartement. Albert Foulcher reste juridiquement à ce jour présumé innocent en raison de sa mort qui a éteint l'action publique.

## Meurtre d'André Meffray

### Les faits
Le 21 janvier 1993, à Pailhès (près de Béziers), André Meffray est sur le point de dîner mais il entend sonner au portillon de sa maison vers 20h30. Il va donc ouvrir et une fois dehors, cinq coups de feu retentissent, André s'effondre à terre. Le tueur s'enfuit en voiture. Les gendarmes sont alertés par un voisin.

### L'enquête
Une fois sur place, les gendarmes constatent le décès d'André Meffray qui a été abattu de cinq balles de gros calibre. Les tirs ont été groupés sur le corps de Meffray, ce qui laissait supposer que le tueur maîtrisait la technique du tir. De plus, des voisins ont aperçu le tueur. Des descriptions assez imprécises sont établies par ces témoins (port d'une casquette, blouson marron) et aucun d'eux n'est capable de dresser un portrait-robot du tueur. Mais les enquêteurs savent que la voiture du tueur est de couleur sombre avec des bandes rouges latérales de protection.
Le 26 janvier 1993, l'autopsie d'André Meffray est effectuée. Le médecin légiste a déclaré que les balles ont été tirées de haut en bas. C'est d'autant flagrant car le corps d'André Meffray a été retrouvé sur la troisième marche puisque le chemin pour aller au portillon était en pente et que ce dernier se rendait à sa résidence pour tenter de s'enfuir. De plus, le tueur devait se situer à moins de deux mètres de sa victime. Les balles retrouvées dans le corps d'André Meffray ont été envoyées dans les laboratoires de l'IRCGN. Et après les constations faites sur ces projectiles, 22 armes possibles ont pu être utilisées pour ce crime.
La première piste est faite par la presse car au même moment, les règlements de compte se succédaient dans le secteur. En effet, il y a eu des meurtres commis à Marseillan-Plages et à Nîmes. Et le plus troublant est que ces exécutions ont eu lieu vers 20 heures et faites avec des armes de gros calibre. Mais cela ne donne rien.
C'est alors que les gendarmes essayent d'en savoir plus sur la vie d'André Meffray. Ils découvrent qu'il était assureur à la retraite et qu'il faisait du conseil en placement financier afin d'arrondir les fins de mois. Et il avait repris un peu son ancienne activité en reprenant des clients avec des placements hasardeux. C'est ainsi que la deuxième piste mène à un client mécontent qui a voulu se venger. À cause de ces placements, son capital a baissé. Mais cela ne donne rien non plus. Enfin, la troisième piste mène à un concurrent mécontent qui cherchait à se venger. Cette hypothèse est renforcée grâce à la progression de la recherche de l'arme du crime. Tous les armuriers de la région ont été priés de rechercher parmi leurs clients, les personnes qui possèdent un ou plusieurs des 22 types d'armes possibles.
C'est alors qu'un armurier de Béziers raconte un récit passionnant aux gendarmes : un jour, une personne est venue dans son magasin avec une arme de collection spéciale (Dan Wesson) afin de la faire neutraliser. La personne voulait être en règle car sans détention d'arme, personne ne peut avoir une arme de cette catégorie chez soi. Mais le vendeur avait le sentiment qu'il n'avait pas affaire à un collectionneur ou à un membre d'un club de tir. Il pensait plus que cette neutralisation n'allait pas perdurer et que l'arme allait être remise en activité. C'est alors que ce vendeur donne le nom de cette personne aux enquêteurs. Cette personne avec le Dan Wesson s'appelle : Albert Foulcher.
En enquêtant sur cette personne, les gendarmes découvrent qu'il n'avait pas bonne réputation dans l'environnement de monsieur Meffray. Et comme il a un Dan Wesson (qui a sans doute servi au meurtre), les enquêteurs privilégient cette piste. D'autant plus qu'Albert Foulcher était aussi assureur et qu'il n'avait pas de bonnes relations professionnelles avec André Meffray. En effet, Foulcher se plaignait que monsieur Meffray lui retirait des clients pour les envoyer à d'autres assureurs et il tenait Meffray comme responsable de l'échec de son cabinet d'assurances. Au bout de cinq ans dans les assurances, Foulcher a jeté l'éponge et pointait au chômage. Il devenait de plus en plus probable pour les enquêteurs qu'il en voulait à André Meffray. C'est alors qu'Albert Foulcher est placé sous surveillance et devient le suspect n°1.

## Liste des victimes connues
| Date            | Identité        | Âge | Profession         | Lieu     |
| --------------- | --------------- | --- | ------------------ | -------- |
| 21 janvier 1993 | André Meffray   | 64  | Assureur retraité  | Pailhès  |
| 8 janvier 2001  | Hervé Prior     | 40  | Gardien de la paix | Narbonne |
| 8 janvier 2001  | Patrick Rigaud  | 45  | Gardien de la paix | Narbonne |
| 8 janvier 2001  | Pascal Herrero  | 45  | ?                  | Narbonne |
| 8 janvier 2001  | Maurice Michaud | 52  | Assureur           | Narbonne |

## Articles de presse
- « Tuerie. Après avoir tué quatre personnes, dont deux policiers, le forcené est toujours en fuite » Article de Laurent Flandre publié le 9 janvier 2001 dans L'Humanité.
- « L'assureur en cavale avait un complice » Article de Jean-Luc Letitre et Joël Ruiz publié le 11 janvier 2001 dans La Dépêche du Midi.
- « L'assureur meurtrier fuirait avec un complice » Article de Marc Tamon publié le 11 janvier 2001 dans Le Parisien.
- « Foulcher, la chute et l'amertume » Article de  Catherine Bernard et Patricia Tourancheau publié le 17 janvier 2001 dans Libération.
- « Albert Foulcher retrouvé mort » Article publié le 17 janvier 2001 dans Le Nouvel observateur.
- « La compagne d'Albert Foulcher emprisonnée » Article de Geoffroy Tomasovitch publié le 19 janvier 2001 dans Le Parisien.

## Documentaires télévisés
: document utilisé comme source pour la rédaction de cet article.
- « Albert Foulcher, La vengeance de l'assureur » le 10 avril 2011, 22 juillet 2012 dans Faites entrer l'accusé présenté par Christophe Hondelatte sur France 2.